# Ковачевич, Владимир (футболист)
Владимир Живорад Ковачевич (7 января 1940 года, Иваница — 28 июля 2016 года, Белград) — югославский футболист и тренер, известный выступлениями за белградский «Партизан».

## Игрок

### Клубная карьера
Начал свою футбольную карьеру в пятнадцатилетнем возрасте в белградском «Партизане».
В первой команде «Партизана» он дебютировал в сезоне 1958/59, в том сезоне «Партизан» занял второе место в чемпионате Югославии. В этом первом сезоне он сыграл четыре матча, а в следующем сезоне из возможных 22 матчей он сыграл 18 и забил семь голов.
Ковачевич был частью «золотого поколения» «Партизана» во главе с тренером Флорианом Матекало. Игроки «Партизана» того поколения были названы «детьми „Партизана“».
За «Партизан» он сыграл в общей сложности 487 матчей и забил 319 голов, а также выиграл четыре чемпионата Югославии.
В Кубке европейских чемпионов сезона 1965/66 «Партизан» играл в финале, где уступил мадридскому «Реалу» со счётом 2:1.
В конце сезона после Кубка европейских чемпионов большинство игроков «Партизана» уехали за границу. Владица Ковачевич отправился во Францию, в Нант, где он сыграл один сезон за одноимённый клуб. В сезоне 1966/67 он сыграл двадцать девять матчей и забил восемь голов за «Нант». В том сезоне «Нант» занял второе место в чемпионате Франции.
После одного сезона, проведённого в «Нанте», Ковачевич отправился отбывать воинскую повинность, после чего сыграл снова три сезона за «Партизан». После «Партизана» он снова уехал за границу, опять во Францию, но на этот раз в «Анже». В сезоне 1970/71 с 20 голами за команду он стал лучшим бомбардиром клуба и седьмым бомбардиром в чемпионате Франции того сезона. В «Анже» он провёл три сезона и в 1972 году завершил активную игровую карьеру.

### Национальная сборная
За сборную Югославии Ковачевич сыграл тринадцать матчей и забил два гола.
Первый матч состоялся 10 апреля 1960 года в Белграде. Матч был сыгран в рамках квалификации к Олимпийским играм против Израиля, последний выиграл со счётом 2:1.
Также он сыграл два матча на чемпионате мира 1962 года в Чили, когда его команда заняла четвёртое место, проиграв в матче за бронзу с минимальным счётом хозяйке турнира.
Последний матч за сборную он сыграл 16 июня 1965 года в Осло против Норвегии в отборочном матче чемпионате мира. Югославия проиграла со счётом 3:0.

## Тренер
В период с ноября 1981 по февраль 1983 года он был тренером французского клуба «Олимпик Лион».
Остальную часть своей тренерской карьеры он провёл в тренерском штабе «Партизана». В отставку он ушёл в 2008 году, спустя сорок лет футбольной деятельности.

## Статистика выступлений
| Клуб                | Сезон               | Лига | Лига | Кубки | Кубки | Еврокубки | Еврокубки | Итого | Итого |
| Клуб                | Сезон               | Игры | Голы | Игры  | Голы  | Игры      | Голы      | Игры  | Голы  |
| ------------------- | ------------------- | ---- | ---- | ----- | ----- | --------- | --------- | ----- | ----- |
| Партизан            | 1958/59             | 4    | 0    | 0     | 0     | 0         | 0         | 4     | 0     |
| Партизан            | 1959/60             | 19   | 7    | 5     | 3     | 1         | 0         | 25    | 10    |
| Партизан            | 1960/61             | 18   | 4    | 2     | 0     | 2         | 1         | 22    | 5     |
| Партизан            | 1961/62             | 19   | 15   | 1     | 0     | 3         | 0         | 23    | 15    |
| Партизан            | 1962/63             | 26   | 14   | 1     | 0     | 2         | 1         | 29    | 15    |
| Партизан            | 1963/64             | 20   | 16   | 4     | 7     | 6         | 7         | 30    | 30    |
| Партизан            | 1964/65             | 28   | 14   | 2     | 0     | 0         | 0         | 30    | 14    |
| Партизан            | 1965/66             | 18   | 3    | 2     | 2     | 7         | 3         | 27    | 8     |
| Партизан            | Итого               | 152  | 73   | 17    | 12    | 21        | 12        | 190   | 97    |
| Сборная Белграда    | 1960/61             | -    | -    | -     | -     | 4         | 1         | 4     | 1     |
| Сборная Белграда    | Итого               | 0    | 0    | 0     | 0     | 4         | 1         | 4     | 1     |
| Црвена звезда       | 1962/63             | -    | -    | -     | -     | 1         | 0         | 1     | 0     |
| Црвена звезда       | Итого               | 0    | 0    | 0     | 0     | 1         | 0         | 1     | 0     |
| Нант                | 1966/67             | 29   | 8    | 3     | 1     | 4         | 0         | 36    | 9     |
| Нант                | Итого               | 29   | 8    | 3     | 1     | 4         | 0         | 36    | 9     |
| Партизан            | 1967/68             | 1    | 0    | 0     | 0     | 1         | 1         | 2     | 1     |
| Партизан            | 1968/69             | 21   | 5    | 4     | 2     | 0         | 0         | 25    | 7     |
| Партизан            | 1969/70             | 10   | 1    | 1     | 0     | 2         | 0         | 13    | 1     |
| Партизан            | Итого               | 32   | 6    | 5     | 2     | 3         | 1         | 40    | 9     |
| Всего за «Партизан» | Всего за «Партизан» | 184  | 79   | 22    | 14    | 24        | 13        | 230   | 106   |
| Анже                | 1969/70             | 11   | 4    | 6     | 5     | 0         | 0         | 17    | 9     |
| Анже                | 1970/71             | 34   | 20   | 1     | 0     | 0         | 0         | 35    | 20    |
| Анже                | 1971/72             | 23   | 4    | 0     | 0     | 0         | 0         | 23    | 4     |
| Анже                | Итого               | 68   | 28   | 7     | 5     | 0         | 0         | 75    | 33    |
| Всего за карьеру    | Всего за карьеру    | 281  | 115  | 32    | 20    | 33        | 14        | 346   | 149   |